# Jean Muselli
Pour les articles homonymes, voir Muselli.
Jean Muselli est un acteur français né le 6 septembre 1926 à Caudéran en Gironde et mort le 15 mars 1968 à Paris.

## Filmographie
- 1954 : Ma petite folie de Maurice Labro
- 1955 : Le Pain vivant de Jean Mousselle : Luc Valmont
- 1955 : Dix-huit heures d'escale, de René Jolivet
- 1957 : D'après nature ou presque de Marcel Cravenne : Claude
- 1957 : En votre âme et conscience, épisode : Une femme honnête de Jean Prat
- 1958 : L'orphelin de l'Europe (épisode de l'émission La caméra explore le temps) de Stellio Lorenzi : Gaspard Hauser
- 1959 : Clarisse Fenigan de Jean Prat : Charlexis
- 1961 : La reine offensée, téléfilm de Dominique Rety : Le roi Charles VI
- 1962 : La Meule, court métrage de René Allio
- 1962 : Les Trois Henry, téléfilm d'Abder Isker : Le roi Henri III
- 1964 : Le Matelot de nulle part (épisode de l'émission Le Théâtre de la jeunesse) de Marcel Cravenne : Le roi George III
- 1967 : Antoine et Cléopâtre, téléfilm de Jean Prat : Octave César
- 1968 : Kœnigsmark, téléfilm de Jean Kerchbron : Benoît